# Bengtsfors sulfit

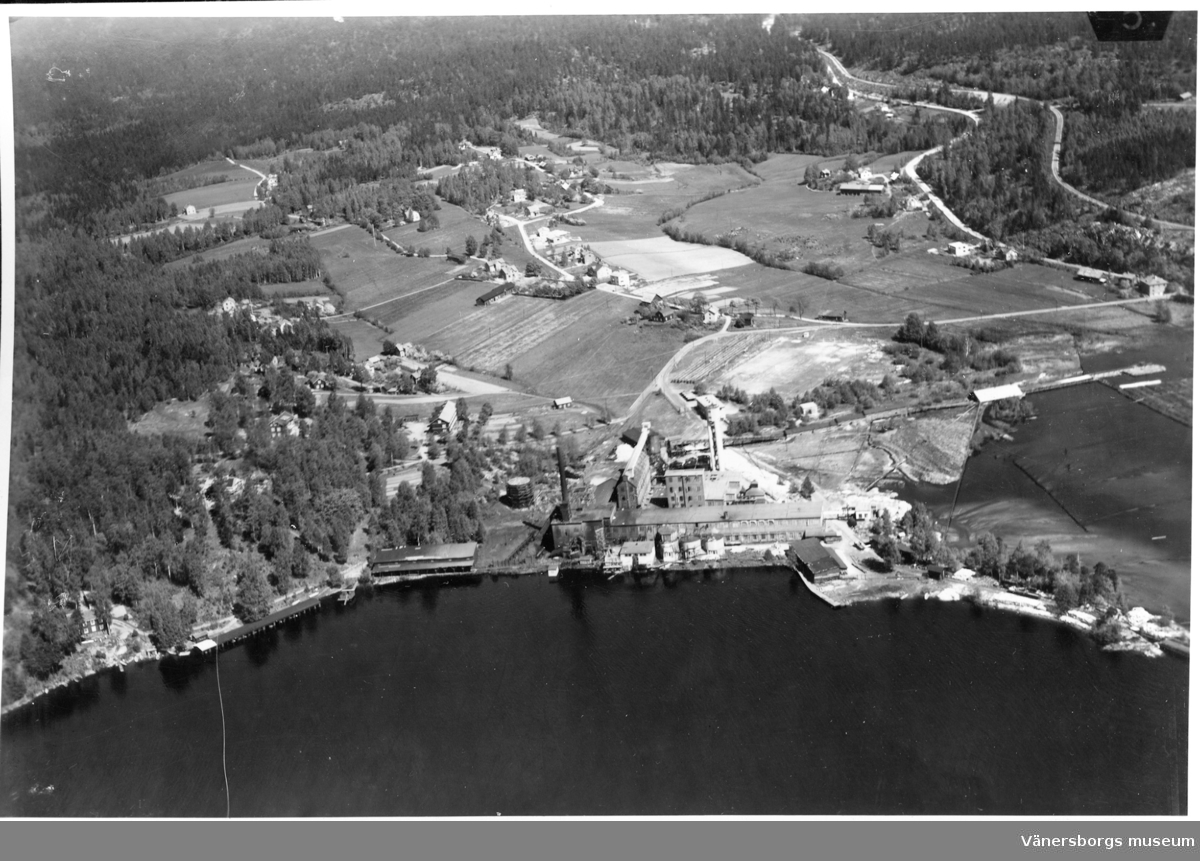
Bengtsfors sulfitfabrik 1948.

Bengtsfors Sulfit AB var ett bolag för sulfitmassetillverkning i Bengtsfors 1919-1964.
1900 bildades i Uddevalla bolaget Uddevalla Sulfit AB, som 1901 anlade en sulfitfabrik i Bengtsfors. År 1915 gick bolaget i konkurs och 1917 övergick sulfitfabriken i handelshuset Ekman & Co. i Göteborgs ägo. År 1919 övertogs fabriken av Bengtsfors Sulfit AB med inriktning mot tillverkning av konstsilke. 
Tillsammans med Billerud och Uddeholm var Bengtsfors Sulfit de enda svenska företag som framställde viskos- och silkecellulosa. Senare upptog msm även tillverkning av sulfitsprit och under 1930-talet höjdes sulfitfabrikens kapacitet så mycket att en ny spritfabrik måste uppföras 1941. En fortsatt expansion skedde under 1940- och 1950-talet. Man hade en omfattande export till bland annat Tyskland, Italien, Storbritannien, Italien och Spanien. År 1960 hade fabriken 200 anställda. 
Under början av 1960-talet började behoven att en storskalig rationalisering bli för stora, och en större utbyggnad behövdes. Då fabriken inte kunde garantera tillräckligt med virke för produktionen kunde man inte få tillräckliga lån, och därför valde bolaget 1964 att lägga ned sin verksamhet.